# La Fête espagnole
La Fête espagnole (en español: La Fiesta española), también conocida como Spanish Fiesta y Spanish Festival, es una película muda francesa de 1920 dirigida por Germaine Dulac y escrita por Louis Delluc. Fue citada por el crítico e historiador de cine Georges Sadoul como el filme que marcó el comienzo del cine impresionista francés.

## Trama
Durante un día de fiesta en un pequeño pueblo español, los amigos de toda la vida Miguélan y Réal regresan de visita con su objeto de deseo compartido, la bailarina Soledad. Ligeramente divertida, no se preocupa por ninguno de los dos, pero propone que luchen hasta la muerte por su mano. Mientras los dos amigos luchan, Soledad persigue a Juanito, un joven atrapado en el torbellino de borracheras y la emoción del festival.

## Producción
En el filme actuaban Ève Francisc, Jean Toulout, Gastón Modot, Robert Delsol, Ana Gay y Gabriel Gabrio. Ève Francis ya había protagonizado la anterior serie Âmes des fous (1918) de Germaine Dulac. A finales de 1918 o principios de 1919, Francis le preguntó si podía presentarla a su prometido, Louis Delluc. En su primer encuentro, Delluc, que ya era un respetado y prometedor crítico de cine de Paris-Midi, leyó su guion "Le Fandango", supuestamente escrito en la sección recortada de un mantel de papel. Dulac quedó impresionada y aceptó dirigir la producción, que comenzó a finales de agosto de 1919 en el lugar de los futuros estudios Victorine en Niza; Louis Nalpas acordó respaldar la producción siempre que fuera rodada allí, aunque parte del material adicional se filmó en la ciudad fronteriza vasca de Fuenterrabía. Durante el rodaje, que concluyó en noviembre, Delluc solo fue visto de forma intermitente en el set. Sin embargo, participó plenamente en el montaje de la película con Dulac. Se proyectó para la crítica el 17 de marzo de 1920 y se estrenó el 31 de marzo o el 7 de mayo de 1920.

## Recepción
La Fête espagnole fue elogiada como algo vital y nuevo en el cine francés, aunque, como observó Tami Williams, los elogios se dirigieron a Delluc y no a Dulac. Por su parte, Delluc no dejó de elogiar la contribución de Dulac al éxito de la película, afirmando que se trataba de "un raro ejemplo de cooperación total en el cine francés. Autor, director y actores se han puesto de acuerdo, por sus afinidades específicas y su voluntad de trabajar, para buscar la realización absoluta del tema elegido." El guion original de Delluc constaba de 217 escenas numeradas, cada escena indicada por una sola línea de texto, y se observa una aceleración gradual en el ritmo de estas tomas a medida que avanza la película. Henri Langlois comentó que La Fête espagnole fue "la película clave de la historia del cine francés: tan importante como La huelga de Eisenstein". A pesar de su influencia en otros cineastas y de la valoración crítica favorable, el público cinéfilo ignoró la película y fue prohibida en Portugal.
El guion de Delluc fue uno de los tres publicados con el título Drames du Cinema en 1923.

## Estado de conservación
Sólo han sobrevivido 8 minutos de La Fête espagnole, que originalmente duraba 67 minutos. Según Williams, son tres o cuatro secuencias cortas y desconectadas de toda la película. Estos fragmentos negativos de nitrato fueron adquiridos por Henri Langlois en 1938 de Éclair y fueron transferidos a una película de seguridad en 1948; Desde entonces no ha aparecido nada más de La Fête espagnole. Sin embargo, este remanente cinematográfico todavía se muestra periódicamente en retrospectivas de la obra de Dulac y fue incluido en 2012, en el festival Toute la mémoire du monde de la Cinemateca Francesa.